# Сошкин, Евгений Павлович
Евгений Павлович Сошкин (род. 1974, Харьков) — русский поэт, филолог.

## Биография
С 1990 г. живёт в Израиле. В 1998–2004 гг. работал в редакции журнала «Солнечное сплетение». В 2014 г. защитил диссертацию об О. Мандельштаме в Еврейском университете в Иерусалиме. В 2020—2021 гг. приглашенный преподаватель в Университете Констанца. С 2021 г. преподаватель Свободного университета.
Автор стихотворных книг «Другие стихотворения» (2000), «Лето сурка» (Гешарим, 2011), «Нищенка в Дели» (НЛО, 2022), «Из чукотского эпоса» (Изд-во книжного магазина «Бабель», 2024), монографий «Горенко и Мандельштам» (Дом еврейской книги, 2005), «Гипограмматика: Книга о Мандельштаме» (НЛО, 2015), «Bottlenecks: Hypotextual Levels of Meaning in Russian Literary Tradition» (Peter Lang, 2020), статей по истории, поэтике и теории литературы.
Составитель и редактор научных сборников «Империя N: Набоков и наследники» (НЛО, 2006, совм. с Ю. Левингом) и «Генделев: Стихи. Проза. Поэтика. Текстология» (НЛО, 2017, совм. с С. Шаргородским), «Стихотворений Голубчика-Гостова» (Изд-во книжного магазина «Бабель», 2023), альманаха «Симург» (1997, совм. с Е. Гельфандом), посмертных изданий Анны Горенко «Стихи» (2000) и «Праздник неспелого хлеба» (НЛО, 2003, совм. с И. Кукулиным).
Статьи публиковались в научных журналах и сборниках: «XVIII век», «Новое литературное обозрение», «Звезда», «Slavic and East European Journal», «Wiener Slawistischer Almanach», «Philologica», «Временник Пушкинской комиссии», «Блоковский сборник», «Studia Russica Helsingiensia et Tartuensia», «Toronto Slavic Quarterly», «Русская литература», «Сохрани мою речь», «Диалог. Карнавал. Хронотоп», «Harvard Library Bulletin», «Вестник Еврейского университета», «Шиповник: Ист.-фил. сб. к 60-летию Р.Д. Тименчика» (2005), «Пермяковский сборник» (2010), «Вадемекум: К 65-летию Лазаря Флейшмана» (2010), «Феномен Гоголя» (2011), «Лев Толстой в Иерусалиме» (2013), «Verba volant, scripta manent: Фестшрифт к 50-летию И. Пильщикова» (2017), «Загадка модернизма: Вячеслав Иванов» (2021) и др.
Стихи публиковались в журналах «Артикуляция», «Воздух», «Волга», «Двоеточие», «Зеркало», «Носорог», «Новое литературное обозрение», «Парадигма», «Poetica», «TextOnly», антологиях «Освобожденный Улисс» (М., 2004), «Я-тишина» (2022) и др. изданиях.